# Fishbone Live
 (avril 2018).
Si vous disposez d'ouvrages ou d'articles de référence ou si vous connaissez des sites web de qualité traitant du thème abordé ici, merci de compléter l'article en donnant les références utiles à sa vérifiabilité et en les liant à la section « Notes et références ».
Albums de Fishbone
Still Stuck in Your Throat
(2006) Crazy Glue (EP)
(2011)
Fishbone Live est le dixième album et premier album live officiel du groupe américain de fusion Fishbone.
Paru en mai 2009, il s'agit d'un double album digipack, contenant un CD et un DVD, enregistré en concert en avril 2008 à la salle Rock School Barbey à Bordeaux.
En 2010, l'album est pressé sur double disque vinyle et mis en vente via le site web du groupe.

## Liste des titres
| No  | Titre                   | Durée |
| --- | ----------------------- | ----- |
| 1.  | Unyielding Conditioning | 11:01 |
| 2.  | The Suffering           | 5:41  |
| 3.  | Behind Closed Doors     | 6:03  |
| 4.  | Bonin' in the Boneyard  | 5:17  |
| 5.  | Sunless Saturday        | 5:56  |
| 6.  | Date Rape               | 3:38  |
| 7.  | Ma and Pa               | 6:01  |
| 8.  | Hide Behind My Glasses  | 5:34  |
| 9.  | Give It Up              | 7:23  |
| 10. | Party at Ground Zero    | 8:47  |
| 11. | Everyday Sunshine       | 7:17  |
| 12. | Freddie's Dead          | 5:00  |

| 1.  | Unyielding Conditioning |  |
| 2.  | The Suffering           |  |
| 3.  | Behind Closed Doors     |  |
| 4.  | Bonin' in the Boneyard  |  |
| 5.  | Sunless Saturday        |  |
| 6.  | Date Rape               |  |
| 7.  | Ma & Pa                 |  |
| 8.  | Party With Sadam        |  |
| 9.  | Cholly                  |  |
| 10. | Hide Behind My Glasses  |  |
| 11. | Alcoholic               |  |
| 12. | Give It Up              |  |
| 13. | Party at Ground Zero    |  |
| 14. | Spoken Word             |  |
| 15. | Everyday Sunshine       |  |
| 16. | Lyon' Ass Bitch         |  |
| 17. | Freddie's Dead          |  |
| 18. | Servitude               |  |

### Membres du groupe
- Angelo Moore : chant, saxophones, thérémine
- Andre´ "Padre" Holmes : trompette, chant, guitare
- Rocky George : guitare
- John McKnight : claviers, trombone, guitare, chant
- Dre Gipson : claviers, chant
- John Norwood Fisher : basse, chant
- John Steward : batterie